# 데이비드 로지
데이비드 로지(David Lodge, 1935년 1월 28일 ~ 2025년 1월 1일)는 영국의 소설가이다.

## 생애
1935년 1월 28일 잉글랜드 런던 브로클리에서 출생했으며 제2차 세계 대전 당시에는 서리주와 콘월로 피난가기도 했다.
1952년 유니버시티 칼리지 런던에 입학하여 1955년 졸업했고, 같은 해 메리 프랜시스 제이콥과 결혼했다. 졸업 후 왕립기갑군단에 입대했으며 런던 대학교에서 문학 석사학위를 졸업, 이어 버밍엄 대학교에서 문학 박사학위를 졸업했다.
이후 버밍엄 대학교에서 영문학을 가르쳤으며 1987년 퇴임 후에는 런던 종합대학의 명예교수를 역임, 1997년 프랑스 문예공로훈장과 1998년 대영제국 훈장 3등급을 서훈받았다.

## 수상 및 표창
로지의 작품은 문학적, 기타 국내외적인 영예로 널리 인정받았다.
호손든 상과 요크셔 포스트 픽션 상 장소 변경 부문 수상자
- 1976년 왕립 문학회(FRSL) 회원으로 선출됨.
- Whitbread 올해의 책 (1980), 어디까지 갈 수 있을까?
- 작은 세계를 위한 부커상 후보작 (1984)
- 1988년 멋진 작품으로 부커상 최종 후보에 올랐습니다
- 좋은 작품으로 선데이 익스프레스 올해의 책상(1988) 수상자
- 치료 부문 커먼웰스 작가상(1996) 지역 수상자 및 결선 진출자
- 1998년 문학에 대한 공로로 대영제국 훈장(CBE) 사령관으로 임명되었다.
- 그가 각색한 '나이스 워크'의 텔레비전 연재물은 1989년 영국 왕립 텔레비전 협회의 최우수 드라마 연재물상을 수상했으며, 1990년 몬테카를로 국제 텔레비전 페스티벌에서 은녀상을 수상했다.
  - 자신의 소설 '생각'을 각색한 '비밀 생각'은 볼턴 옥타곤 극장에서 열린 맨체스터 연극상 시상식에서 최우수 신극상을 수상했다.

## 저서

### 소설
- 영화 관람객들, 1960년
- 진저 유어 바미, 1962
- 대영박물관이 무너지고 있습니다, 1965년
- 아웃 오브 더 쉘터, 1970
- 장소 바꾸기: 두 캠퍼스 이야기, 1975
- 어디까지 갈 수 있나요? (미국판: 영혼과 몸), 1980년
- 작은 세계: 학문적 로맨스, 1984
- 나이스 워크, 1988
- 파라다이스 뉴스, 1991
- 데이비드 로지 3부작, 1993년(후판 캠퍼스 3부작) - 변화하는 장소, 작은 세계, 멋진 작품으로 구성된 단일 권
- 테라피, 1995
- 일어나지 못한 남자와 다른 이야기들, 1998 - 두 개의 이야기가 추가된 확장판, 2016
- 홈 트루스, 1999 (소설, 원작 희곡으로 작성)
- 생각 ..., 2001
- 저자, 저자, 2004
- 청각 장애인 문장, 2008
- 부품의 남자 (H. G. 웰스), 2011

### 논픽션
- 소설의 언어, 1966
- 그레이엄 그린, 1966
- 기로에 선 소설가, 1971
- 에블린 워, 1971
- 20세기 문학 비평, 1972년
- 현대 글쓰기의 방식, 1977년
- 구조주의와 함께 일하기, 1981
- 쓰기, 1986
- 바흐친 이후, 1990년
- 허구의 예술, 1992
- 현대 비평과 이론: 독자, 1992
- 글쓰기의 실천, 1997
- 의식과 소설: 연결된 에세이, 2002
- 헨리 제임스의 해: 소설 이야기, 2006
- 글쓰기의 삶, 2014

### 자서전
- 태어나기에 꽤 좋은 시기: 회고록, 1935-75, 2015
- 작가의 행운: 회고록: 1976–1991, 2018
- 다양한 성공의 정도: 회고록: 1992-2020, 2020

### 극장
- 글쓰기 게임, 1990
- 홈 트루스, 1999
- 비밀 생각 (생각에 기반한...), 2011

### 텔레비전용 각색
- 작은 세계, 1988
- 나이스 워크, 1989
- 마틴 추즐윗, 1994
- 글쓰기 게임, 1995